# Bernhard von Conta
Carl Bernhard von Conta (* 21. Dezember 1816 in Weimar; † 28. Mai 1899 ebenda) war ein preußischer Generalleutnant.

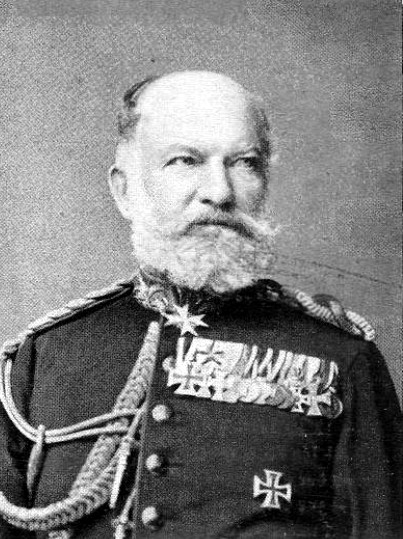
Bernhard von Conta

## Leben

### Herkunft
Er war der Sohn des Präsidenten der Landesdirektion in Weimar, Karl von Conta und dessen Ehefrau Viktoria Friederike, geborene Weiß (1785–1842). Sein jüngerer Bruder Richard schlug ebenfalls eine Militärkarriere ein und brachte es bis zum Generalmajor.

### Militärkarriere
Nach dem Besuch der Klosterschule Grimma und des Gymnasiums in seiner Heimatstadt trat Conta am 8. März 1833 als Avantageur und Dreijährig-Freiwilliger in die 1. Kompanie des 8. Infanterie-Regiments der Preußischen Armee in Frankfurt (Oder) ein.  Hier wurde er am 21. September 1833 mit Patent vom 21. Dezember 1833 zum Portepeefähnrich ernannt. Am 27. Januar 1835 folgte seine Versetzung in das Garde-Reserve-Infanterie-(Landwehr)Regiment nach Potsdam, wo Conta Dienst in der 1. Kompanie versah und am 1. März 1835 zum Sekondeleutnant befördert wurde. Von 1843 bis 7. Mai 1849 war er Adjutant beim II. Bataillon des 2. Garde-Landwehr-Regiments in Magdeburg. Als Premierleutnant und Kompanieführer nahm Conta anschließend an der Niederschlagung der Badischen Revolution teil. Er kam dabei in den Gefechten bei Kirchheimbolanden, Wiesenthal, Neudorf, Durlach und Kuppenheim zum Einsatz. Nach Beendigung dieses Einsatzes fungierte Conta bis Anfang Oktober 1850 als Führer der Stammkompanie seines Bataillons. Anschließend setzte man ihn für die Dauer der Mobilmachung bis 31. Januar 1851 als Führer der Ersatzabteilung des Garde-Reserve-Regiments ein. Mit seiner Beförderung zum Hauptmann wurde Conta am 22. Juni 1852 als Kompanieführer zum II. Bataillon des 1. Garde-Landwehr-Regiment nach Stettin kommandiert. Am 19. Mai 1855 in das Kaiser Franz Grenadier-Regiment nach Berlin versetzt, stieg Conta hier kurz darauf zum Chef der 12. Kompanie auf. Als Major übernahm er am 14. Juni 1859 das II. Bataillon des 2. Garde-Landwehr-Regiments in Magdeburg, wurde am 10. Mai 1860 als Bataillonsführer zum 2. kombinierten Garde-Infanterie-Regiment kommandiert und am 1. Juli 1860 zum Kommandeur des II. Bataillons des neugebildeten 4. Garde-Regiments zu Fuß ernannt. Mit diesem Verband nahm Conta 1864 am Krieg gegen Dänemark teil. Er war beim Gefecht und der Beschießung von Fredericia sowie der Belagerung von Düppel. Als Führer der Sturmkolonne 1 war Conta maßgeblich an der erfolgreichen Erstürmung der Düppeler Schanzen beteiligt. Dafür zeichnete ihn Friedrich Karl von Preußen mit dem Orden Pour le Mérite aus. Für die weitere Dauer des Krieges hatte man Conta für den verwundeten Kommandeur mit der Führung des Regiments beauftragt. Außerdem war er am 25. Juni 1864 zum Oberstleutnant befördert sowie mit dem Ritterkreuz des ö.-k. Leopold-Ordens und dem Mecklenburgischen Militärverdienstkreuz ausgezeichnet worden.
Während des Krieges gegen Österreich 1866 war Conta beim II. Reserve-Korps und wurde nach dem Friedensschluss am 30. Oktober 1866 zum Kommandeur des Infanterie-Regiments Nr. 76 ernannt. In dieser Stellung folgte am 31. Dezember 1866 mit Patent vom 30. Oktober 1866 seine Beförderung zum Oberst. Dieses Regiment gab Conta während des Deutsch-Französischen Krieges am 21. August 1870 ab und wurde anschließend mit der Führung der 9. Infanterie-Brigade beauftragt. Er beteiligte sich an der Einschließung von Metz, machte die Gefechte bei Le Tappes, Bellevue, Voippy, Bellegarde, Santeau, Chilleurs aux Bois, Briare sowie Azay-Mazangé mit und kämpfte in den Schlachten bei Beaune-la-Rolande und Le Mans. Für seine Leistungen wurde Conta mit beiden Klassen des Eisernen Kreuzes ausgezeichnet.
Nach dem Frieden von Frankfurt wurde er am 3. Juni 1871 zum Kommandeur seiner Brigade ernannt und in dieser Stellung am 18. August 1871 zum Generalmajor befördert. Krankheitsbedingt erhielt Conta am 18. Juli 1874 zur Gesundung einen Urlaub von acht Wochen. Da keine Besserung eintrat, wurde ihm am 15. September 1874 unter Verleihung des Charakters als Generalleutnant der Abschied bewilligt und Conta am 15. Oktober 1874 mit Pension zur Disposition gestellt.
Seinen Lebensabend verbrachte er in Weimar, wo er an einem Herzinfarkt verstarb.
Zum Jahrestag der siegreichen Schlacht bei Le Mans verlieh ihm Wilhelm II. am 10. Januar 1896 den Roten Adlerorden II. Klasse mit Eichenlaub und Schwertern.

### Familie
Conta hatte sich am 12. Oktober 1846 in Stargard mit Valerie von der Marwitz (1824–1908) verheiratet. Aus der Ehe gingen mehrere Kinder hervor. Hans fiel 1870 als Sekondeleutnant beim 3. Thüringischen Infanterie-Regiment Nr. 71 bei Enghien-les-Bains und Erich wurde als Major a. D. großherzoglich sächsischer Kammerherr und Landesbranddirektor.